# Moniteur vinicole
Le Moniteur vinicole est un journal de presse écrite, publié depuis 1856, spécialisé dans le monde économique de la vigne et du vin. 

## Histoire
Le Moniteur vinicole, journal de Bercy et de l'entrepôt est fondé en 1856, par les négociants en vin de l'entrepôt de Bercy. C'est alors un hebdomadaire. Selon le journaliste viticole Hervé Lalau, c'est « le plus ancien journal de la filière en France ».
Il est d'abord publié par Henri Plon.
Le journal annonce sur sa couverture qu'il offre des articles portant sur les « méthodes de culture, la distillerie, les procédés de conservation, le traitement et l'amélioration des vins »,  et contient des conseils destinés « au grand producteur comme au modeste vigneron, au marchand de vin, au distillateur ou au liquoriste ».
Selon, Graham Harding de l'École de commerce de Bourgogne, lorsqu'en 1860, le ministre britannique William Gladstone décide d'abaisser les tarifs imposés sur les vins de France afin de protéger sa population de la consommation de liqueurs sucrées au contenu d'alcool élevé venant des pays du Sud de l'Europe, il ouvre le marché aux vins français plus légers, ce que le Moniteur ne manque pas de faire savoir à ses lecteurs, martelant sans répit l'intérêt de cette décision pour les producteurs et négociants exportateurs français.
Le chercheur Stéphane Le Bras dans une thèse de 2013, centrée sur le métier de négociant en vin dans l'Hérault au XXe siècle, note qu'en 1952 alors que ce métier y est en déclin, le Moniteur vient à son secours et publie dans un numéro spécial, un dessin en quatrième de couverture, montrant l'ensemble des activités du négociant local, avec pour légende « Pour prospecter efficacement les distributeurs des places de consommation, rien [ne] peut remplacer un commerce expéditeur, nombreux et prospère ».